# Хойник (замок)
Замок Хойник (пол. Zamek Chojnik, нім. Kynast) — одна з пам'яток середньовічної лицарської архітектури Нижньої Сілезії, Польща.
Замок знаходиться на вершині гори Хойник (612 м над рівнем моря) в Карконошах, у дільниці Собешув міста Єленя-Ґура у Нижньосілезському воєводстві Польщі. 

## Назва
Назва замку ймовірно походить з давньопольської мови та означає замок, розміщений на горі, порослій тсугами — хвойними деревами, близькими до ялиць та ялин. Німецький географ і мовознавець Генріх Адами у своїй праці щодо місцевих назв у Сілезії, запропонував тлумачити першу згадку про замок "Choinasty" німецькою як "Fichtenberg" (укр. Ялинова гора).

## Історія

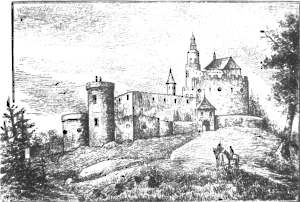
Літографія XIX століття

Кам'яний замок було збудовано у 50-их роках XIV століття. Перша письмова згадка про замок датується 1364 роком. 9 вересня 1399 року староста свідницько-яворського князівства Бенеш з Хоустнік за згодою чеського короля Вацлава IV віддав замок під заставу із правом викупу Ґоче ІІ Шофу, який 16 травня 1400 року заплатив суму застави. Право до отримання доходів із замку мав також королівський староста. 8 жовтня 1418 року чеський король передав синам Ґоче майно батька, а документ підтвердив староста Гайнце фон Лаасан 5 травня 1419 року. З того часу замок перебував у власності родини Шафґочів.
Першу значну розбудову замку було здійснено в XV столітті, зокрема до нього було добудовано північне крило. Тоді виник замковий двір, на якому близько 1410 року було поставлено ганебний стовп. У першій половині XVI століття з огляду на побоювання щодо турецького нападу було здійснено чергову модернізацію замку. Його було оточено мурами з стрільницями, пристосованими до використання вогнепальної зброї. Ймовірно, що в той же час, на східній та північно-східній стороні нижнього замку постала кухня з великим комином, забудова біля нижньої брами та між мурами (будинок коменданта та стайні). Приблизно тоді ж чи дещо пізніше було виконано сграфітове оздоблення фасадів, додано напівкруглі аттики та ренесансні кам'яні елементи. Близько 1560 року на північній стороні постала низька бастея. У 1588-1589 роках тесля Якоб Лівіг з Шлярської Поремби на замовлення Йогана Ульріха Шафґоча підвищив вежу за допомогою фахверкової, восьмигранної надбудови з цегляним шоломом.
На початку XVII століття власником замку був Ганс Ульріх фон Шафґоч. Під час тридцятилітньої війни він був прихильником імператора Фердинанда ІІ і служив у його війську під керівництвом Альбрехта Валленштейна. Коли у 1634 році імператор втратив довіру до свого генерала, Ганс Ульріх, як його підвладний теж був заарештований, звинувачений у зраді і через рік страчений. Все родинне майно Шафґочів було конфісковано. У 1641 році син Ганса Ульріха, Крістоф Леопольд, повернув більшість із втрачених маєтностей, у тому числі і замок Хойник. Умовою цього став його перехід у католицизм.
Під час буревію 31 серпня 1675 блискавка спричинила пожежу, яка призвела до часткового руйнування верхнього замку та верхівки вежі. Після пожежі замок почав занепадати і вже ніколи не був відбудований. У XIX столітті замок став туристичною принадою, яку здебільшого відвідували  особи, що лікувалися у Цеплицях. У 1822 році під замком було організовано туристичний пункт, в якому можна було найняти екскурсоводів та носіїв. В руїнах замку було відкрито корчму, в якій велися пам'ятні книги. У 1823 році збудовано сходи на вежу. У 1860 році північну бастею було адаптовано для виконання функцій туристичної бази.
Після Другої світової війни до замку одразу було відкрито доступ, вже в 1945 році. Двома роками пізніше знову відкрито туристичну базу. Реставраційні роботи відновлено у 1949 році. В той же час було оснащено малий музей у так званій готичні залі. У січні 1963 році через загрозу обвалу замок було закрито. Ремонт розпочався восени того самого року та тривав близько 10 років.  Однак вже в листопаді 1973 року санітарно-епідемологічний контроль закрив туристичну базу. Після ремонту її було знову відкрито у червні 1975 року. У 70-их роках XX століття було зміцнено мури вежі, а у 80-их роках XX століття відбудовано кухню, очищено від розвалин замковий двір і цистерни. 
З 1991 тут проходить турнір стрільби з арбалету, один з найбільших у Польщі. У 1993 році замок став резиденцією Лицарського Братства Замку Хойник. У 1993-1994 роках було оснащено металеві сходи на вежу та здійснено реконструкцію оборонної галереї. В 2007 році було поставлено гранітний пам'ятник на честь візиту до замку Івана Павла ІІ, який той здійснив з групою студентів у 1956 році.

## Архітектура
Замок Хойнік складається з нижнього, середнього та верхнього замку, оточених фортифікаціями. З північної сторони нижнього замку височіє циліндрична вежа, а у північно-східному куті мурів — ще одна фортечна вежа. Уздовж куртинних мурів розташовані житлові та господарські будівлі. Брама з'єднує нижній замок із середнім. У його центрі знаходиться ганебний стовп висотою 3,9 м. Окрім того, тут знаходяться залишки житлового будинку охорони, давньої кухні, цистерн для води та так званої судової зали. Ще одна брама з'єднує середній замок з верхнім. На ньому помітними є залишки пізньоготичної замкової каплиці, палацу та вхід до вежі.

## Галерея

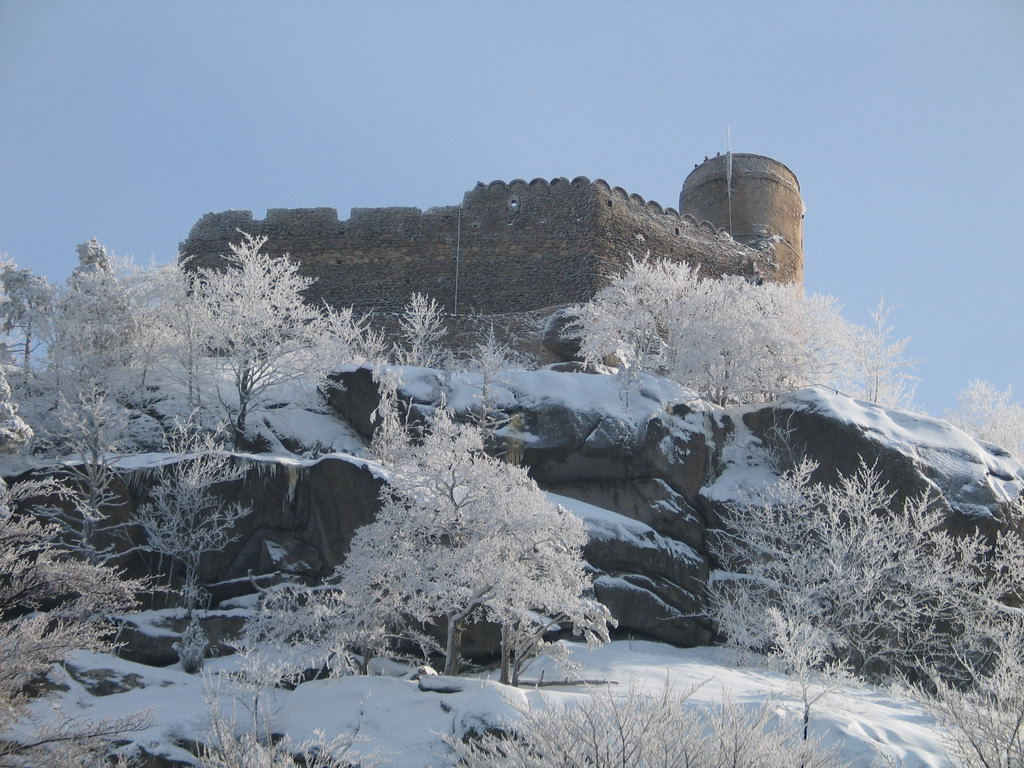
Замок Хойник взимку
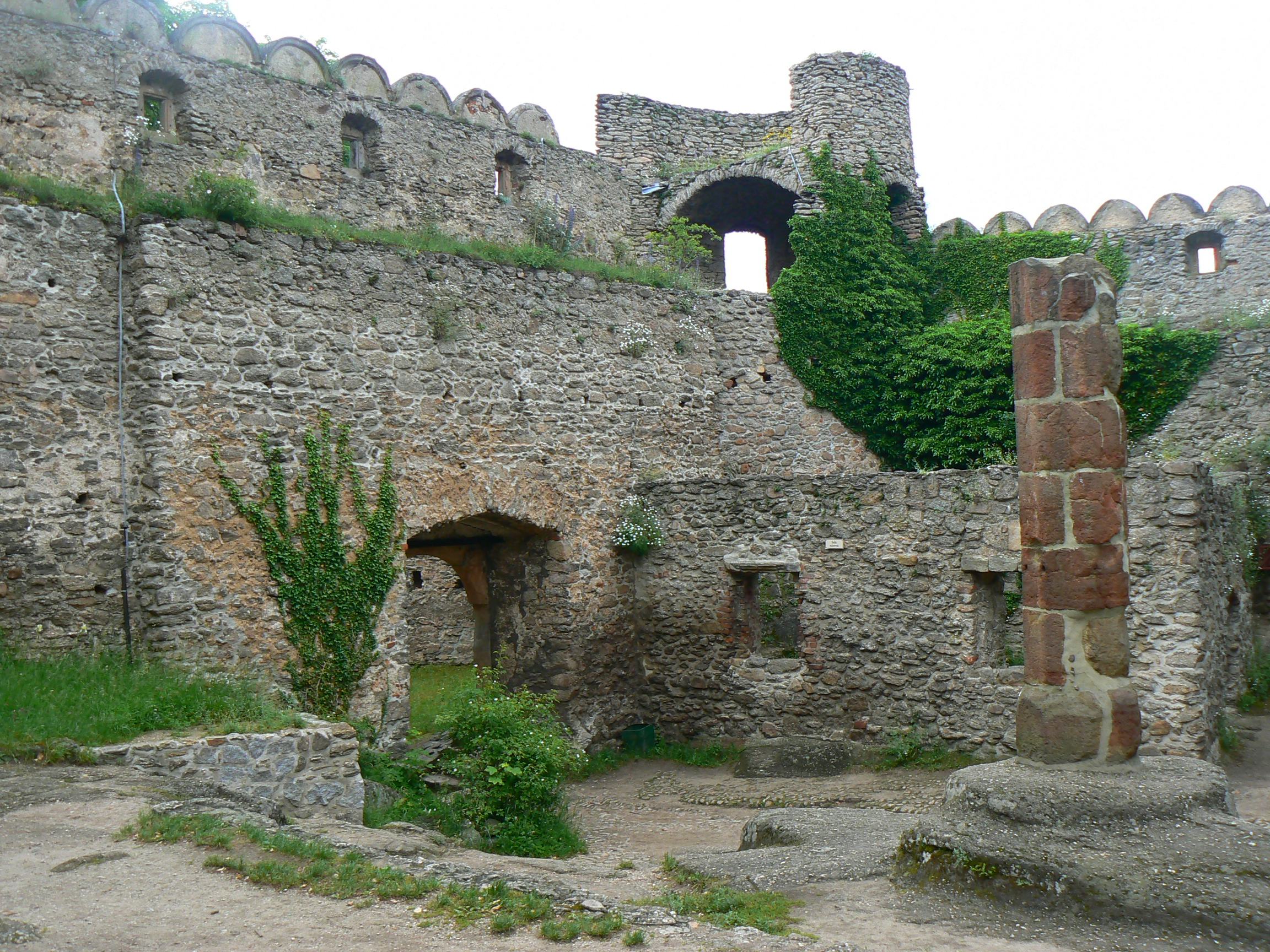
Головний замковий двір нижнього замку із ганебним стовпом
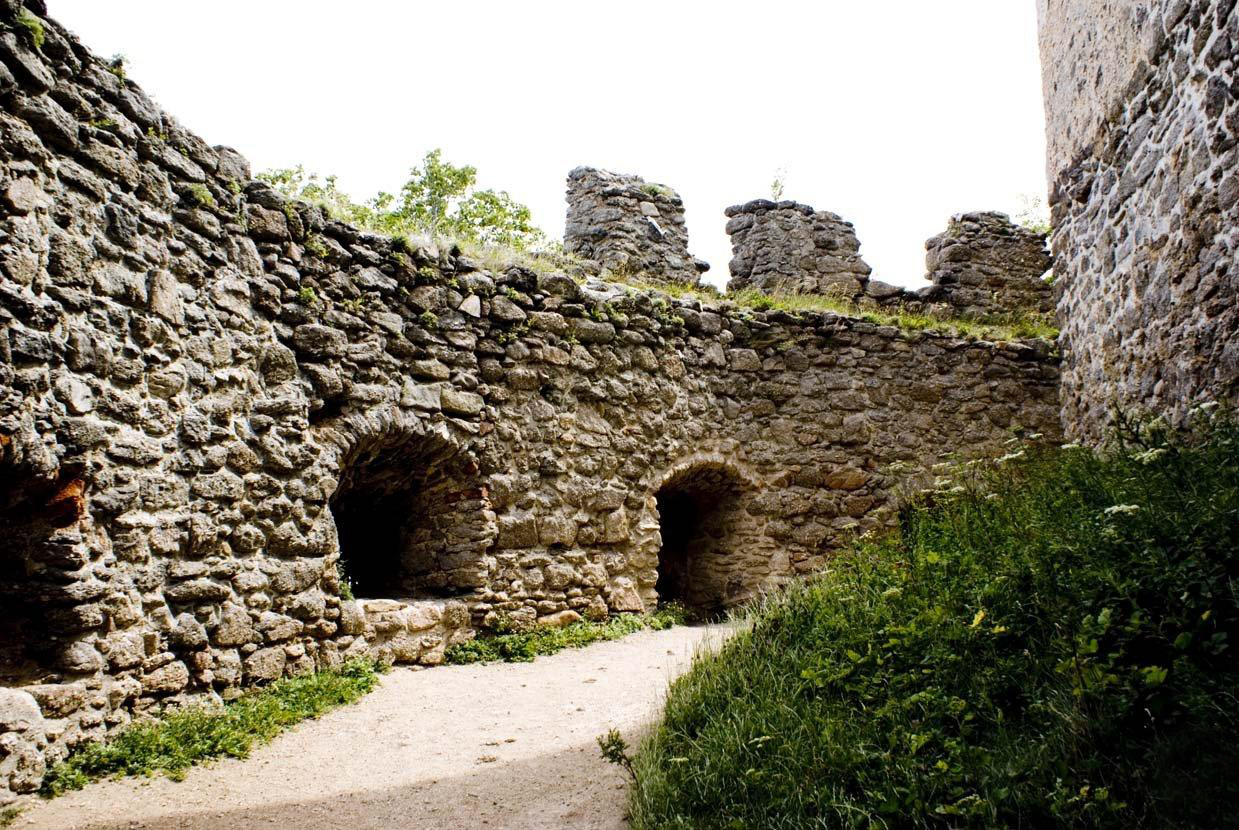
Оборонні мури з внутрішньої сторони
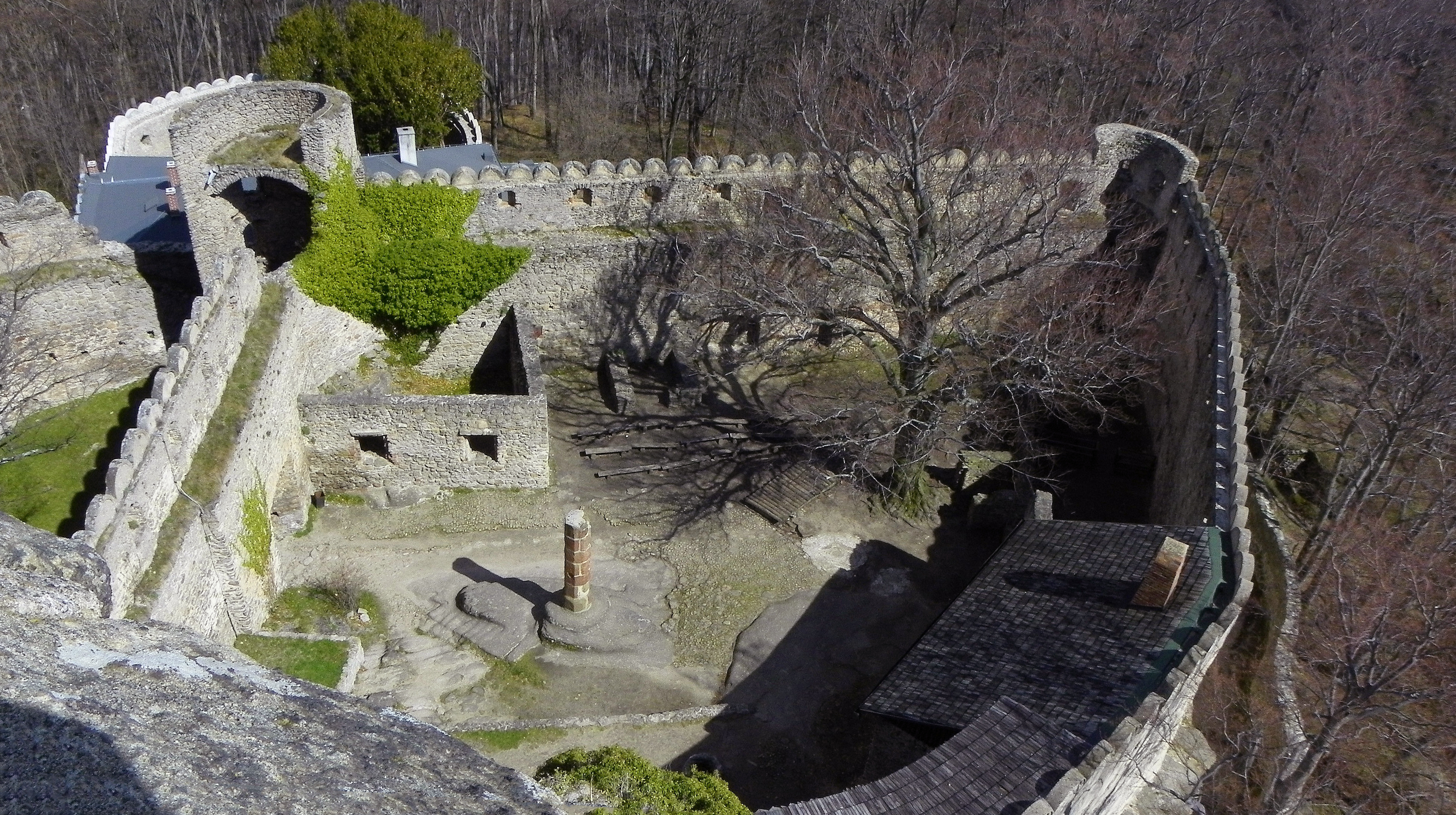
Вигляд на замковий двір з вежі